# Léopold Sédar Senghor
Pour les articles homonymes, voir Senghor.
 (février 2024).
Léopold Sédar Senghor (), né le 9 octobre 1906 à Joal (Sénégal, AOF) et mort le 20 décembre 2001 à Verson (France), est un homme d'État français puis sénégalais, poète, écrivain et premier président de la république du Sénégal. Il est ministre en France avant l'indépendance du Sénégal et est le premier Africain à siéger à l'Académie française.
Il est le symbole de la coopération entre la France et ses anciennes colonies pour ses partisans ou du néocolonialisme français en Afrique pour ses détracteurs.

Sa poésie, fondée sur le chant de la parole incantatoire, est construite sur l'espoir de créer une Civilisation de l'Universel, fédérant les traditions par-delà leurs différences. Par ailleurs, il approfondit le concept de négritude, notion introduite par Aimé Césaire qui la définit ainsi :  

« La négritude est la simple reconnaissance du fait d’être Noir, et l’acceptation de ce fait, de notre destin de Noir, de notre histoire et de notre culture. »

## Biographie

### Enfance et jeunesse (1906-1928)
Léopold Sédar Senghor naît le 9 octobre 1906 à Joal, petite ville côtière située au sud de Mbour, Sénégal. Son père, Basile Diogoye Senghor, est un commerçant catholique. Originaire de Djilor, sa mère, Gnilane Ndiémé Bakhoum, morte en 1948, que Senghor appelle dans Élégies « Nyilane la douce », appartient à l'ethnie sérère et à la lignée Tabor. C'est la troisième épouse de Basile Diogoye Senghor, avec lequel elle a quatre filles et deux garçons. Le prénom sérère Sédar signifie « qu’on ne peut humilier ». Son prénom catholique « Léopold » lui fut donné par son père en souvenir de Léopold Angrand, riche commerçant métis ami et employeur ponctuel de son père. Avant son baptême, Sédar Gnilane (il était alors d'usage que le prénom du fils fût accompagné de celui de sa mère), futur Léopold, passe les premières années de sa vie chez sa famille maternelle, les Bakhoum. Puis de retour chez son père, le jeune Léopold fréquente plus tard la maison catholique de Joal (auprès du père Dubois) où il apprend le catéchisme et les premiers rudiments de la langue française. Senghor commence ses études au Sénégal, d'abord chez les Pères Spiritains à Ngazobil pendant six ans, puis à Dakar au collège-séminaire François Libermann et au cours secondaire de la rue Vincens, qui s'appellera plus tard le lycée Van-Vollenhoven et aujourd'hui lycée Lamine-Guèye. Il est déjà passionné de littérature française. Bon élève, il réussit le baccalauréat, notamment grâce au français et au latin. Le directeur du lycée et ses professeurs recommandent d'envoyer Senghor poursuivre ses études en France. Il obtient une demi-bourse de l'administration coloniale et quitte pour la première fois le Sénégal à l'âge de 22 ans. Il appartient à la petite minorité d’élèves destinée à constituer l'élite noire de la colonie.

### Études supérieures
Senghor arrive à Paris en 1928. Cela marque le début de « seize années d’errance », selon ses dires. Il étudie en classes préparatoires littéraires au lycée Louis-le-Grand (grâce à l'aide du député du Sénégal Blaise Diagne) et également à la faculté des lettres de l'université de Paris. À Louis-le-Grand, il côtoie Paul Guth, Henri Queffélec, Robert Verdier et Georges Pompidou, avec qui il se lie d'amitié. Il y rencontre également Aimé Césaire pour la toute première fois. Il obtient en 1931 une licence de lettres.

#### Début de carrière dans l'enseignement
En 1935, il réussit le concours d'agrégation de grammaire après une première tentative sans succès. Il est le premier Africain lauréat de ce concours. Pour s'y présenter il a dû faire une demande de citoyenneté, qu'il obtient grâce à l'appui de Blaise Diagne. Il possédait auparavant le statut de sujet français.
Il commence sa carrière de professeur de lettres classiques au lycée Descartes à Tours, puis est muté, en octobre 1938, au lycée Marcelin-Berthelot de Saint-Maur-des-Fossés, dans la région parisienne (une stèle y commémore son passage). Outre ses activités d'enseignant, il suit des cours de linguistique négro-africaine dispensés par Lilias Homburger à l'École pratique des hautes études et ceux de Marcel Cohen, Marcel Mauss et de Paul Rivet à l'Institut d'ethnologie de l'université de Paris.

#### Seconde Guerre mondiale (1939-1945)
En 1939, Senghor est enrôlé comme fantassin de 2e classe au 3e régiment d'infanterie coloniale. Le 20 juin 1940, il est arrêté et fait prisonnier par les Allemands à La Charité-sur-Loire (selon son propre récit) ou à Villabon (selon ses documents de captivité). Il est interné dans divers camps de prisonniers (Romilly, Troyes, Amiens). Il est ensuite transféré au Frontstalag 230 de Poitiers, un camp de prisonniers réservé aux troupes coloniales. Les Allemands voulaient le fusiller le jour même de son incarcération ainsi que les autres soldats noirs présents[réf. nécessaire]. Ils échappent à ce massacre en s'écriant « Vive la France, vive l’Afrique noire »[réf. nécessaire]. Les Allemands baissent leurs armes car un officier français leur fait comprendre qu'un massacre purement raciste nuirait à l'honneur de la race aryenne et de l'armée allemande[réf. nécessaire]. D'après son récit, Senghor facilite l'évasion de deux soldats français et est transféré au camp des As à Saint-Médard-en-Jalles, près de Bordeaux (selon le chercheur allemand Raffael Scheck son récit est douteux et il est probable que son transfert soit lié à un regroupement administratif). Il y est emprisonné du 5 novembre 1941 jusqu'en début d'année 1942 où il est libéré, pour cause de maladie. Au total, Senghor passe deux ans dans les camps de prisonniers, temps qu'il consacre à la rédaction de poèmes dont Hosties noires. Il reprend ses activités d'enseignant et participe à la résistance dans le cadre du Front national universitaire.

### Homme d'État

#### Dans la France coloniale (1945-1960)
Au lendemain de la Seconde Guerre mondiale, il reprend la chaire de linguistique à l’École nationale de la France d'outre-mer qu'il occupe jusqu'à l'indépendance du Sénégal en 1960. Au cours d'un de ses voyages de recherche sur la poésie sérère au Sénégal, le chef de file local des socialistes, Lamine Guèye, lui propose d'être candidat à la députation. Senghor accepte et est élu député à l'Assemblée nationale française, où les colonies viennent d'obtenir le droit d'être représentées. Représentant la circonscription du Sénégal et de la Mauritanie, il se démarque de Lamine Guèye au sujet de la grève des cheminots de la ligne Dakar-Niger. Guèye vote contre car le mouvement social paralyse la colonie alors que Senghor soutient le mouvement, ce qui lui vaut une grande popularité.
Il souhaite une réforme du système colonial, ce qui le conduit à publier en janvier 1945 "La Communauté impériale française", dont les propositions rejoignent celles d'Henri Laurentie. Opposé à l'indépendance des colonies, il milite pour que l'Union française constitue « une maison familiale, où il y aura sans doute un ainé, mais où les frères et les sœurs vivront vraiment dans l'égalité ». Cette position très modérée est conforme à celle de son parti, la Section française de l'Internationale ouvrière (SFIO), et tend à occulter la question des droits politiques réels des colonisés.
Le 12 septembre 1946, Senghor se marie avec Ginette Éboué (1923-1992) — dont il avait connu les frères quand il était prisonnier de guerre —, qui est attachée parlementaire au cabinet du ministre de la France d'Outre-mer et fille de Félix Éboué, ancien gouverneur général de l'Afrique-Équatoriale française (AEF). De leur union naissent deux fils : Francis-Arphang (né le 20 juillet 1947) et Guy-Wali (né le 28 septembre 1948, décédé en 1983 à la suite d'une chute du cinquième étage de son appartement de Paris. Senghor lui consacre le poème « Chants pour Naëtt », repris dans le recueil de poèmes Nocturnes sous le titre « Chants pour Signare »).
Il n'est pas présent en octobre 1946 au congrès fondateur du Rassemblement démocratique africain (RDA) à Bamako du fait des pressions du ministre la France d’Outre-mer Marius Moutet. Revenant sur cet épisode, il incrimine alternativement le communisme du RDA et l'autoritarisme de la SFIO, tout en précisant : « mais je dois en toute modestie faire mon autocritique jusqu'au bout. Mon tort a été d'obéir aux ordres qui m’étaient imposés de l'extérieur. »
Fort de son succès, il quitte en 1948 la section africaine de la SFIO qui avait soutenu financièrement en grande partie le mouvement social, et fonde avec Mamadou Dia le Bloc démocratique sénégalais (1948), qui remporta les élections législatives de 1951. Lamine Guèye perd son siège. La même année, il écrit le poème Tiaroye, réagissant au massacre de Thiaroye ; une fois président, il ne fait aucune démarche pour obtenir justice pour les tirailleurs assassinés ce jour-là.
Il se rapproche de Louis-Paul Aujoulat, député conservateur du Cameroun, et constitue avec lui un nouveau bloc parlementaire entrant en concurrence avec celui du RDA. Il est partisan d'un modèle associatif d'union des États confédérés au sujet des territoires africains, s'opposant à Félix Houphouët-Boigny, qui préférait les territoires aux fédérations. À cette époque, François Mitterrand le décrit dans un rapport confidentiel comme un « homme de valeur qui peut être inquiétant » et estime que « dans dix ans, il sera la principale personnalité du Sénégal. » Le ministre de la France d’outre-mer, Pierre Pflimlin, juge pour sa part : « Senghor est un homme loyal. Sa pensée est parfois ondoyante mais, à mon avis, il n’est pas dangereux au point de vue français. »
Réélu député en 1951 comme indépendant d'Outre-mer, il est secrétaire d'État à la présidence du Conseil dans le gouvernement Edgar Faure du 1er mars 1955 au 1er février 1956, devient maire de Thiès au Sénégal en novembre 1956, puis ministre conseiller du gouvernement Michel Debré, du 23 juillet 1959 au 19 mai 1961. Il fut aussi membre de la commission chargée d’élaborer la constitution de la Cinquième République, conseiller général du Sénégal, membre du Grand Conseil de l'Afrique occidentale française et membre de l'Assemblée parlementaire du Conseil de l'Europe.
Plutôt malheureuse, son union avec Ginette se conclut par un divorce en 1955-1956, au terme d'un long procès devant les autorités ecclésiastiques qui avait abouti à déclarer nul — fait rare — ce premier mariage. Il s'était remarié l'année suivante avec Colette Hubert, une Française née en 1925 de l'union de Jean Roger Hubert et Marie Thaïs Daniel de Betteville, originaire de Normandie, avec qui il eut un fils, Philippe-Maguilen (17 octobre 1958 - 4 juin 1981), mort dans un accident de la circulation, à Dakar. Il consacre le recueil Lettres d'Hivernage à sa seconde épouse. Senghor fait paraître en 1964 le premier d'une série de cinq volumes intitulée Liberté. Ce sont des recueils de discours, allocutions, essais et préfaces.

Drapeau de la Fédération du Mali.

Senghor est un fervent défenseur du fédéralisme pour les États africains nouvellement indépendants, une sorte de « Commonwealth à la française ». Le 13 janvier 1957, une « convention africaine » est créée. La convention réclame la fondation de deux fédérations en Afrique française. Senghor se méfie de la balkanisation de l'AOF, composée de huit petits États. Le fédéralisme n'obtenant pas la faveur des pays africains, il décide de former, avec Modibo Keïta, l'éphémère fédération du Mali avec l'ancien Soudan français (l'actuel Mali). La fédération du Mali est constituée en janvier 1959 et regroupe le Sénégal, le Soudan français, le Dahomey (l'actuel Bénin) et la Haute-Volta (l'actuel Burkina Faso). Un mois après, le Dahomey et la Haute-Volta quittent la fédération refusant sa ratification. Les deux fédéralistes se partagent les responsabilités. Senghor assure la présidence de l'Assemblée fédérale. Modibo Keïta prend la présidence du gouvernement. Les dissensions internes provoquent l'éclatement de la fédération du Mali. Le 20 août 1960, le Sénégal proclame son indépendance et le 22 septembre, Modibo Keïta proclame l’indépendance de la République soudanaise qui devient la république du Mali.

#### République parlementaire bicéphale (1960-1962)
Élu le 5 septembre 1960 à l'unanimité de l'Assemblée fédérale, Senghor préside la toute nouvelle République du Sénégal. Il est l'auteur de l'hymne national sénégalais, le Lion rouge.
Au sommet de cette jeune république parlementaire bicéphale (de type Quatrième République), le président du Conseil, Mamadou Dia, est chargé de la mise en place du plan de développement à long terme du Sénégal tandis que le président de la République, Senghor, est chargé des relations internationales. Les deux hommes entrent rapidement en conflit.
Il se tient proche des anciennes puissances coloniales sur le plan diplomatique. Ainsi, il vote à l'ONU pour valider le coup d’État de Joseph Kasa-Vubu contre Patrice Lumumba au Congo, ou encore s'oppose au projet de référendum d'autodétermination en Algérie supervisé par l'ONU.

#### Crise politique et institutionnelle (1962-1963)
En décembre 1962, le président du Conseil, Mamadou Dia, prononce un discours sur « les politiques de développement et les diverses voies africaines du socialisme » à Dakar ; il prône le « rejet révolutionnaire des anciennes structures » et une « mutation totale qui substitue à la société coloniale et à l’économie de traite une société libre et une économie de développement » et revendique une sortie planifiée de l'économie arachidière. Cette déclaration, à caractère souverainiste, heurte les intérêts français et inquiète les marabouts qui interviennent dans le marché de l’arachide. Cela motive Senghor à demander à ses amis députés de déposer une motion de censure contre le gouvernement.

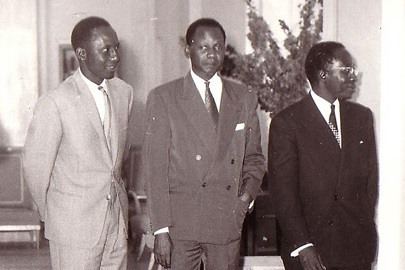
Valdiodio N'diaye (ministre de l'intérieur), Mamadou Dia (président du Conseil) et Léopold Sédar Senghor en 1960 à Dakar.

Jugeant cette motion irrecevable (la « primauté du parti dominant sur l’État » étant remise en cause), Mamadou Dia tente d'empêcher son examen par l'Assemblée nationale au profit du Conseil national du parti, en faisant évacuer la chambre le 17 décembre et en faisant empêcher son accès par la gendarmerie. Il se justifie en estimant qu’en vertu de l’état d’urgence (encore en vigueur depuis l’éclatement de la fédération du Mali, le 20 août 1960), il était en droit de prendre des « mesures exceptionnelles pour la sauvegarde de la République ». La motion est tout de même votée dans l'après-midi au domicile du président de l'Assemblée nationale, Lamine Guèye.
Mamadou Dia est arrêté le lendemain et accusé de « tentative de coup d’État » avec 4 autres ministres, Valdiodio N'diaye, Ibrahima Sar, Joseph Mbaye et Alioune Tall. Ils sont traduits devant la Haute Cour de justice du Sénégal du 9 au 13 mai 1963 ; alors que le procureur général ne requiert aucune peine, ils sont condamnés à 20 ans d’emprisonnement au centre spécial de détention de Kédougou (Sénégal oriental).
Le procureur général de l'époque, Ousmane Camara, revient sur le déroulement du procès dans une autobiographie publiée en 2010 : « Je sais que cette haute cour de justice, par essence et par sa composition, (ndlr : on y retrouve des députés ayant voté la motion de censure), a déjà prononcé sa sentence, avant même l’ouverture du procès (...) La participation de magistrats que sont le Président (Ousmane Goundiam), le juge d’instruction (Abdoulaye Diop) et le procureur général ne sert qu’à couvrir du manteau de la légalité une exécution sommaire déjà programmée ».
Lors de leur incarcération, des personnalités comme Jean-Paul Sartre, le pape Jean XXIII ou encore François Mitterrand demandent leur libération mais en vain. Parmi leurs avocats durant cette période, on compte Abdoulaye Wade et Robert Badinter. Cet épisode dramatique de l'Histoire du Sénégal reste un sujet délicat car de nombreux politologues et historiens considèrent cet événement comme la première véritable dérive politicienne de la part du régime senghorien,,.

#### Régime présidentiel fort et fin du multipartisme (1963-1976)

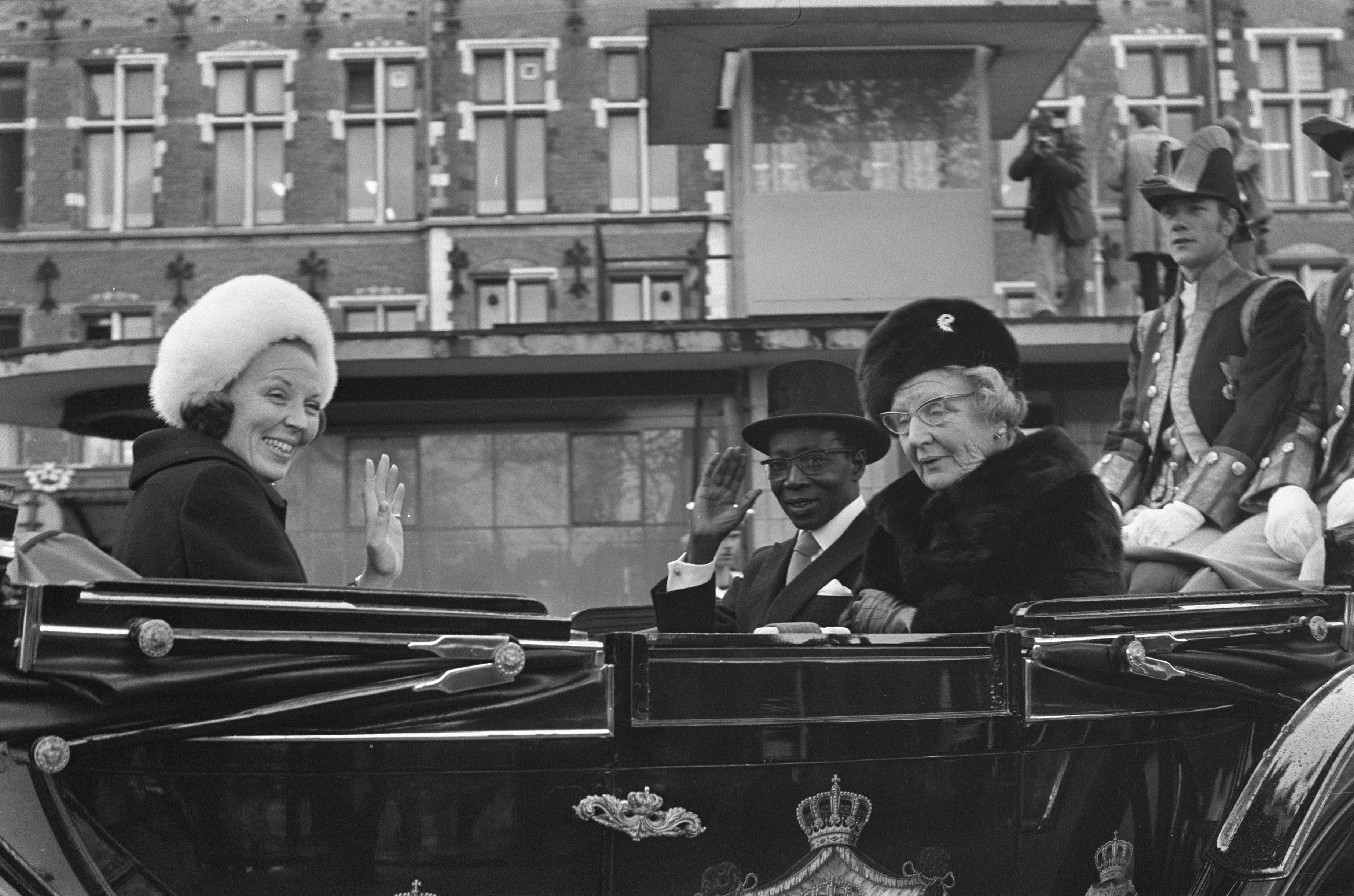
Léopold Sédar Senghor à Amsterdam avec Beatrix des Pays-Bas en 1974.

À la suite de cet événement, Senghor instaure un régime présidentiel autoritaire (seul son parti, l'UPS, est autorisé). Le 22 mars 1967 Senghor échappe à un attentat; le coupable est condamné à mort.
En mai et juin 1968, les étudiants de l'université de Dakar présentent leurs revendications et se mettent en grève. Rapidement, l'université et les établissements secondaires de Dakar sont occupés ou bloqués. L'Union démocratique des étudiants sénégalais (UDES) produit un appel en direction des syndicats appelant à renverser le gouvernement. En accord avec l'ambassadeur français, Senghor fait évacuer l'université et les établissements secondaires. L'Union nationale des travailleurs sénégalais (UNTS) réagit à l'expulsion en lançant un appel à la grève générale, qu'il retire néanmoins quelques heures après. Le soir même, Senghor annonce dans un discours la mise en place de l'état d'urgence, accompagné d'un couvre-feu et de la mise sous contrôle des lieux stratégiques par l'armée. Plusieurs décisions mettent fin au mouvement : l'université est fermée pour deux ans, les étudiants sénégalais sont enrôlés de force dans l'armée, les étudiants africains non sénégalais sont expulsés et les étudiants non africains qui ont participé au mouvement également. Les professeurs qui ont soutenu le mouvement étudiant en refusant de corriger les examens sont révoqués. Considérant que cette révolte est sous influence chinoise, tous les ressortissants chinois présents au Sénégal sont expulsés, à l'exception de ceux travaillant dans la culture du riz. Cette révolte, largement soutenue par la population dans tous les secteurs, ébranle le régime. Senghor doit accéder à certaines revendications comme celle d'avoir un Premier ministre ainsi que des augmentations des plus bas salaires.
Durant les années 1970, Senghor réussit à mettre en place un système éducatif performant. Le 27 mars 1974, il gracie Mamadou Dia et les anciens ministres coaccusés après onze années de détention.

#### Réinstauration du multipartisme et démission anticipée (1976-1980)
Il réinstaure le multipartisme en mai 1976 (limité à trois courants : socialiste, communiste et libéral, puis quatre, les trois précédents rejoints par le courant conservateur).
Senghor démissionne de la présidence, avant le terme de son cinquième mandat, en décembre 1980. Abdou Diouf, Premier ministre, le remplace à la tête du pouvoir, en vertu de l'article 35 de la Constitution.

### Francophonie

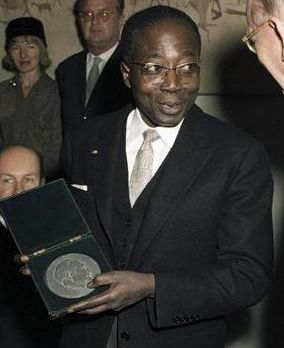
Senghor en visite à Francfort en 1981.

Senghor est considéré, avec Habib Bourguiba (Tunisie), Hamani Diori (Niger), Norodom Sihanouk (Cambodge) et Jean-Marc Léger (Québec), comme l'un des pères fondateurs de la francophonie. Il fut le vice-président du Haut-Conseil de la francophonie.
En 1962, il est l'auteur de l'article fondateur « Le français, langue de culture » dont est extraite la célèbre définition : « La Francophonie, c'est cet Humanisme intégral, qui se tisse autour de la terre. »
Il théorise un idéal de francophonie universelle qui serait respectueuse des identités et imagine même une collaboration avec les autres langues latines.
En 1969, il envoie des émissaires à la première conférence de Niamey (17 au 20 février) avec ce message :

« La création d’une communauté de langue française sera peut-être la première du genre dans l’histoire moderne. Elle exprime le besoin de notre époque où l’homme, menacé par le progrès scientifique dont il est l’auteur, veut construire un nouvel humanisme qui soit, en même temps, à sa propre mesure et à celle du cosmos. »

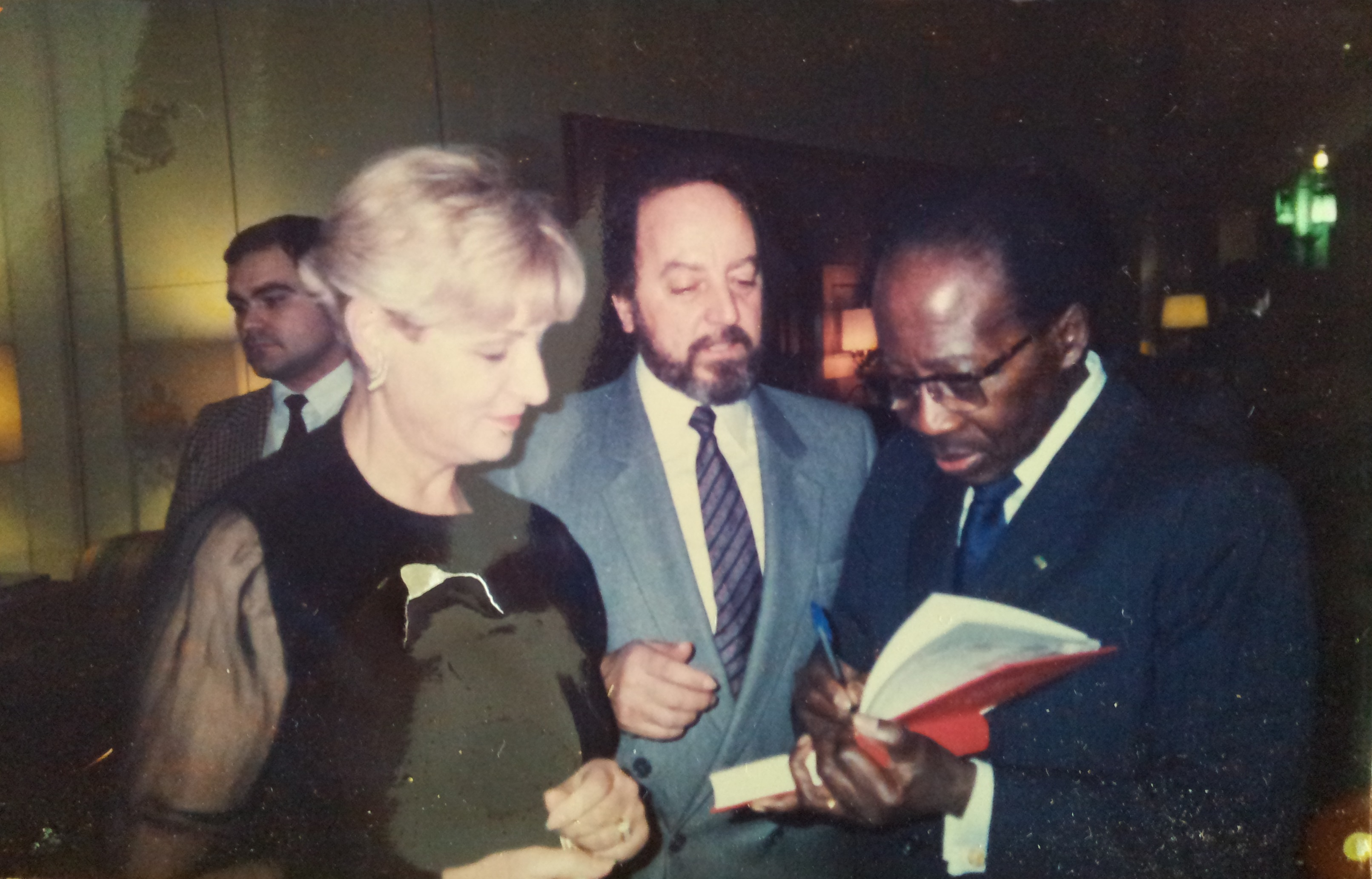
Senghor signant un autographe à l'université de Gênes (1988).

En 1971, Sédar Senghor devient le parrain de la Maison de la Négritude et des Droits de l'Homme à Champagney dans la Haute-Saône — musée d'une ville qui fut la seule à écrire un cahier de doléances pour l'abolition de l'esclavage.
En 1982, il a été l'un des fondateurs de l'Association France et pays en voie de développement dont le principal objectif était de faire prendre conscience des problèmes de développement que connaissent les pays du Sud, dans le cadre d'une refonte des données civilisatrices. Il fut aussi membre du comité d'honneur de la Maison internationale des poètes et des écrivains de Saint-Malo.

#### Académicien (1983)
Après avoir été désigné Prince des poètes en 1978, il est élu à l'Académie française le 2 juin 1983, au 16e fauteuil, où il succède au duc de Lévis-Mirepoix. Il est le premier Africain à siéger à l'Académie française, celle-ci poursuivant ainsi son processus d'ouverture après l'entrée de Marguerite Yourcenar. La cérémonie par laquelle Senghor entre dans le cercle des Immortels a lieu le 29 mars 1984, en présence du président de la République François Mitterrand.
Il a également été membre de l'Académie des sciences, arts et belles-lettres de Touraine, dès sa fondation en 1988, en souvenir de ses jeunes années de professeur agrégé au lycée de Tours.

### Obsèques (2001)

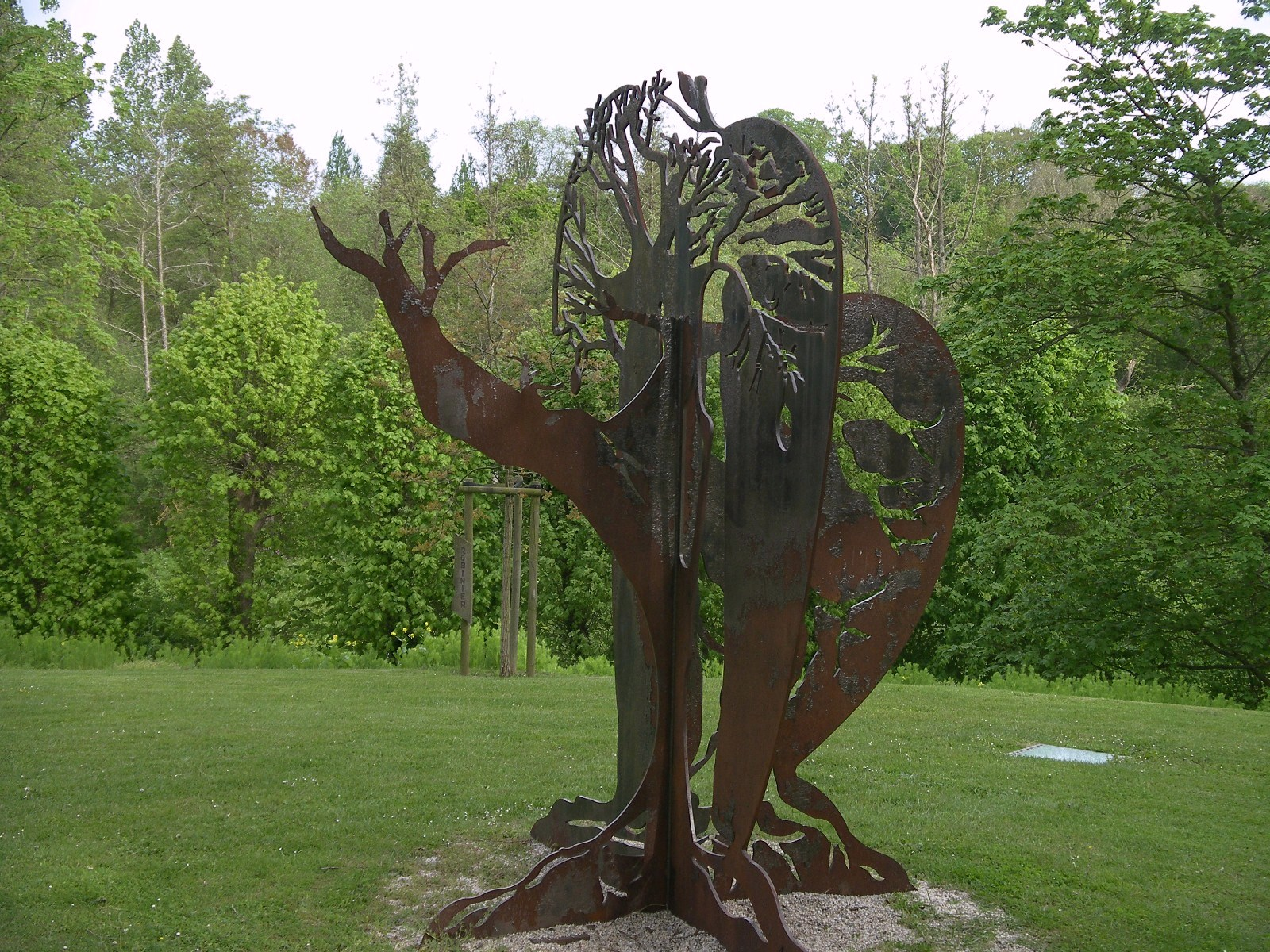
Le Baobab et le Pommier, un hommage à Léopold Sédar Senghor à Verson (Calvados).

En 1993, paraît le dernier volume des Liberté : « Liberté 5 : le dialogue des cultures ».
Malade, Senghor passe les dernières années de son existence auprès de son épouse, à Verson, en Normandie, où il décède le 20 décembre 2001. Ses obsèques ont lieu le 29 décembre 2001 à Dakar, organisées par le président Abdoulaye Wade et en présence d'Abdou Diouf, ancien président, de Raymond Forni, président de l'Assemblée nationale française, et de Charles Josselin, secrétaire d’État français auprès du ministre des Affaires étrangères, chargé de la Francophonie.
Jacques Chirac (« La poésie a perdu un maître, le Sénégal un homme d'État, l'Afrique un visionnaire et la France un ami ») et Lionel Jospin, respectivement président de la République française et Premier ministre de l'époque, ne s'y rendent pas. Ce manque de reconnaissance suscite une vive polémique, et l’AFP fait un parallèle avec les tirailleurs sénégalais qui, après avoir contribué à la libération de la France, ont dû attendre plus de 40 ans pour avoir le droit de percevoir une pension équivalente à celle de leurs homologues français. L'académicien Erik Orsenna, lui-même très attaché au Sénégal et à l'Afrique, écrit dans Le Monde un point de vue intitulé : « J'ai honte ».
Son corps repose au cimetière catholique Bel-Air à Dakar, où le rejoint en 2019 sa veuve, Colette Senghor.

### Postérité
Le fauteuil numéro 16 de l'Académie française laissé vacant par la mort du poète sénégalais, c'est un autre ancien président, Valéry Giscard d'Estaing, qui le remplace. Comme le veut la tradition, il rend hommage à son prédécesseur lors d'un discours de réception donné le 16 décembre 2004. Confronté au puzzle senghorien, il décide de présenter les différentes facettes de Senghor : « De l’élève appliqué, puis de l’étudiant déraciné ; du poète de la contestation anticoloniale et antiesclavagiste, puis du chantre de la négritude ; et enfin du poète apaisé par la francisation d’une partie de sa culture, à la recherche lointaine, et sans doute ambiguë, d’un métissage culturel mondial. »
Le 29 novembre 2014, le président de la République française François Hollande, en marge du sommet de la francophonie organisé à Dakar, se recueille sur la tombe de Léopold Sédar Senghor et déclare : « Au nom de l’ensemble de mes prédécesseurs et du peuple français, il était important que je vienne dire ce que nous avons comme reconnaissance et gratitude à l'égard du président Senghor », et inaugure un musée Senghor, aménagé dans l’ancienne résidence privée du président sénégalais.
Le 18 novembre 2019, Colette Senghor décède dans sa maison de Verson. Comme promis dès 2004, la maison et les biens s'y trouvant doivent être légués à la commune de Verson en contrepartie d'une ouverture de la maison au public. Un comité scientifique et culturel réunissant le musée du Quai Branly - Jacques-Chirac, la direction régionale des Affaires culturelles de Normandie, la région Normandie, l’Institut mémoires de l'édition contemporaine, l’université de Caen-Normandie, et la communauté urbaine Caen la Mer est constitué afin de réfléchir au devenir des archives et de la maison. Il est présidé par le philosophe sénégalais Souleymane Bachir Diagne. Le legs est accepté par la ville en juillet 2022 et la maison est ouverte pour la première fois au public pour les journées européennes du patrimoine,.
Le 21 octobre 2023, l'hôtel des ventes de la ville de Caen doit mettre en vente 200 lots ayant appartenu à Léopold Sédar Senghor. L'État du Sénégal suspend cette vente pour « préserver la mémoire et le patrimoine » et achète 41 lots pour 244 000 euros,. La mise en vente d'une autre partie de la bibliothèque personnelle de Senghor est prévue pour 2024,. Le Sénégal achète aussi ce lot,.

## Poésie
La poésie de Senghor demeure liée à l’engagement de la négritude désirant revaloriser une Afrique dépossédée de sa langue et de son histoire. Pour considérer la poésie de Senghor on ne peut donc dissocier le poète de l’homme politique. Son écriture de la négritude évolue au fil de ses recueils depuis la prise en compte de la culture noire en elle-même pour tendre vers un Absolu : l’avènement d'une Civilisation de l'Universel. Senghor se fait ambassadeur d'un esprit nouveau défendant un univers aux valeurs métisses. À titre d’exemple, le recueil Éthiopiques associe une racine grecque aethiops signifiant « brûlé », « noir » à un espace géographique africain.
Senghor définissant la négritude de manière plus subjective que Césaire (qui en a une conception plus politique) celle-ci trouve des ramifications stylistiques : « Voilà quelles sont les valeurs fondamentales de la négritude : un rare don d’émotion, une ontologie existentielle et unitaire, aboutissant, par un surréalisme mystique, à un art engagé et fonctionnel, collectif et actuel, dont le style se caractérise par l’image analogique et le parallélisme asymétrique » (« Liberté 3 » p. 469).
En 1939, Léopold Sédar Senghor réunit plusieurs poètes d’origine africaine et malgache pour publier une anthologie intitulée : Anthologie de la nouvelle poésie nègre et malgache de langue française. La préface est écrite par Jean-Paul Sartre : Orphée noir. Un des critères du choix des collaborateurs est la diversité des territoires qui les ont vu naître. De Guyane, Léon Gontran Damas, de la Martinique, Gilbert Gratiant, Étienne Lero, Aimé Césaire, de Guadeloupe, Guy Tirolie, Paul Niger, d’Haïti, Léon Laleau, Jacques Roumain, Jean-F. Brière, René Belance, d’Afrique Noire, Birago Diop, Léopold Sédar Senghor, David Diop, de Madagascar, Jean-Joseph Rabéarivelo, Jacques Rabémananjara, Flavien Ranaivo : de ces seize hommes, Gilbert Gratiant a publié dans cette anthologie des poèmes en patois martiniquais. Un des buts est de promouvoir la lecture des poètes noirs. La somme des poèmes se classe dans le style des surréalistes du début du vingtième siècle.

### Négritude
Dans les années 1930, il se lie avec d'autres intellectuels de la diaspora d'Afrique notamment à travers la Revue du monde noir et le salon littéraire de Paulette Nardal. Il y côtoie Jean Price Mars, René Maran, Aimé Césaire, Léon-Gontran Damas, Léopold Moumé Etia et d'autres intellectuels.
Alors qu'il était étudiant, il créa en compagnie du Martiniquais Aimé Césaire et du Guyanais Léon-Gontran Damas la revue contestataire L'Étudiant noir en 1934. C'est dans ces pages qu'il exprime pour la première fois sa conception de la négritude, notion introduite par Aimé Césaire, dans un texte intitulé « Négrerie ». Césaire la définit ainsi : « La négritude est la simple reconnaissance du fait d’être noir, et l’acceptation de ce fait, de notre destin de Noir, de notre histoire et de notre culture. » Quant à lui, Senghor affirme : « La négritude, c’est l’ensemble des valeurs culturelles du monde noir, telles qu’elles s’expriment dans la vie, les institutions et les œuvres des Noirs. Je dis que c’est là une réalité : un nœud de réalités. »
Dans son livre Bergson postcolonial : L'élan vital dans la pensée de Léopold Sédar Senghor et de Mohamed Iqbal (2011), le philosophe sénégalais Souleymane Bachir Diagne affirme l'existence d'affinités entre la pensée senghorienne, et notamment sa conception de l'intuition liée à la négritude, et la conception bergsonienne, s'élevant ainsi contre ceux ayant critiqué Senghor, tels Stanislas Adotevi (Négritude et négrologue, 1970), au motif qu'il aurait adopté la position de Lévy-Bruhl sur le caractère intuitif de la « pensée pré-logique » ou « primitive ». Selon l'interprétation de Bachir Diagne, l'intuition serait rattachée à la négritude non pas en ce que celle-ci serait une catégorie raciale, mais plutôt une catégorie esthétique, autorisant ainsi Senghor, dans le chapitre « La révolution de 1889 [année de parution de l'Essai sur les données immédiates de la conscience] et la civilisation de l’universel » de Ce que je crois (Paris, 1988), à qualifier Claudel ou Péguy de « poètes nègres ».
La négritude est critiquée entre autres par Yambo Ouologuem dans Le Devoir de violence (1968) et par le concept de tigritude de Wole Soyinka, Nobel de littérature 1986.
Dans les années 1960, Aimé Césaire estime que le mot « négritude » risque de devenir une « notion de divisions » lorsqu’il n'est pas remis dans son contexte historique des années 1930 et 1940.

## Politique

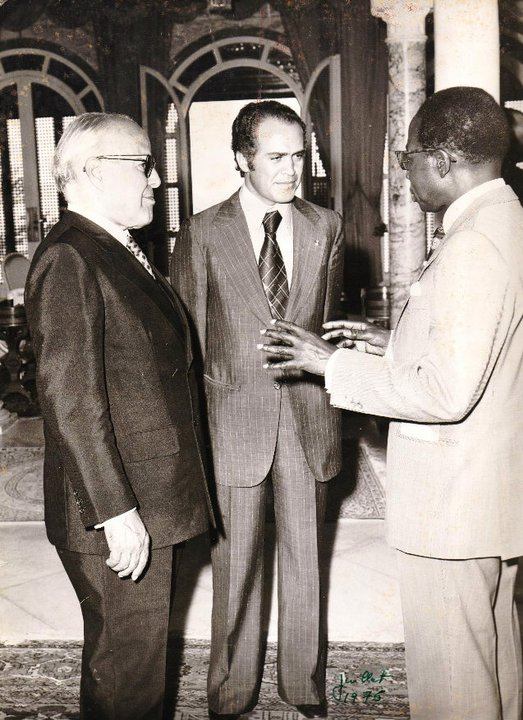
Leopold Sedar Senghor avec Habib Bourguiba et Mohamed Sayah (palais présidentiel de Carthage, 1980).

Bien que socialiste, Senghor se tient à l'écart des idéologies marxiste et anti-occidentale devenues populaires dans l'Afrique postcoloniale, favorisant le maintien de liens étroits et forts avec la France et le monde occidental. Beaucoup y voient une contribution décisive à la stabilité politique du pays — qui demeure une des rares nations africaines à n'avoir jamais connu de coup d'État et où la transmission du pouvoir se soit toujours effectuée pacifiquement. S'il retient certains éléments de la pensée de Marx, Senghor juge le marxisme dans son ensemble inadapté aux réalités africaines : il réfute notamment les concepts d'athéisme et de lutte des classes — celle-ci jugée contraire à la tradition africaine d'unanimité et de conciliation — et adopte une démarche spiritualiste inspirée de Pierre Teilhard de Chardin. Senghor théorise une « voie africaine du socialisme » qui assurerait aux Africains l'abondance tout en développant les forces productives. Le socialisme vu par Senghor, explicitement non communiste, se marie avec le concept de négritude et à une réflexion sur l'essence de l'africanité. Sur le plan économique, l'élément clef du socialisme théorisé par Senghor sont les coopératives villageoises, qui marient traditions africaines et valeurs démocratiques : sur le plan international, l'objectif du socialisme africain doit être, après avoir réussi la décolonisation sans violence, de parvenir à une « décolonisation culturelle et économique » en contestant le système impérialiste qui pèse sur les pays producteurs.

### Mandats électifs

#### Conseil municipal
- 1956 : maire de Thiès.

#### Assemblée nationale
- 1945-1946 : député français, élu dans la circonscription du Sénégal et de la Mauritanie ;
- 1946 : député français, élu dans la circonscription du Sénégal et de la Mauritanie ;
- 1946-1951 : député français, élu dans la circonscription du Sénégal et de la Mauritanie ;
- 1951-1955 : député français, élu dans la circonscription du Sénégal et de la Mauritanie.

#### Sénat de la Communauté
- 1959-1960 : sénateur de la Communauté française.

#### Présidence de la République
- 1960-1963/ 1963-1968/ 1968-1973/ 1973-1978/ 1978-1980 : président de la république du Sénégal.

### Fonctions gouvernementales

#### Secrétaire d’État
- 1er mars 1955 – 24 janvier 1956 : secrétaire d'État à la présidence du Conseil dans le gouvernement Edgar Faure.

#### Ministre conseiller
- 23 juillet 1959 – 19 mai 1961 : ministre conseiller du gouvernement Michel Debré.

## Une reconnaissance internationale

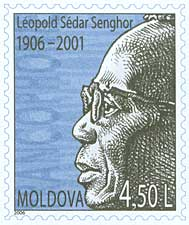
Timbre commémoratif de Moldavie.

### Décorations sénégalaises
- Grand collier de l’ordre national du Lion, en tant que grand maître de l'Ordre entre 1960 et 1980.
- Grand collier de l'ordre du Mérite, en tant que grand maître de l'Ordre entre 1960 et 1980.

### Décorations étrangères
| Pays                    | Décoration |
| ----------------------- | --- |
| () Corée du Sud         | Chevalier - Chevalier du Grand ordre de Mugunghwa |
| () Espagne              | Collier (1re classe) - Collier de l'Ordre d'Isabelle la Catholique |
| () État impérial d'Iran | Médaille commémorative - Médaille commémorative de la Célébration du 2 500e anniversaire de la fondation de l'Empire perse |
| () Finlande             | Grand-croix de commandeur (avec collier) - Grand-croix de commandeur avec collier de l'Ordre de la Rose blanche |
| () France               | Grand-croix - Grand-croix de la Légion d'honneur - Grand-croix de l'ordre national du Mérite Commandeur - Commandeur de l'ordre des Palmes académiques - Commandeur de l'ordre des Arts et des Lettres Médaille - Médaille du Croix de combattant 1939-1945 (ordre protocolaire) |
| () Italie               | Chevalier grand-croix (au grand cordon) - Chevalier grand-croix au grand cordon de l'ordre du Mérite de la République italienne |
| () Maroc                | Première classe - Première classe de l'Ordre du Mérite intellectuel |
| () Portugal             | Grand collier - Grand collier de l'Ordre de Sant'Iago de l'Épée |
| () Tunisie              | Grand cordon - Grand cordon de l'Ordre de la République tunisienne Grand collier - Grand collier de l'Ordre national du Mérite |
| () Vatican              | Chevalier - Chevalier de l'Ordre de Pie IX |

### Doctoratshonoris causa

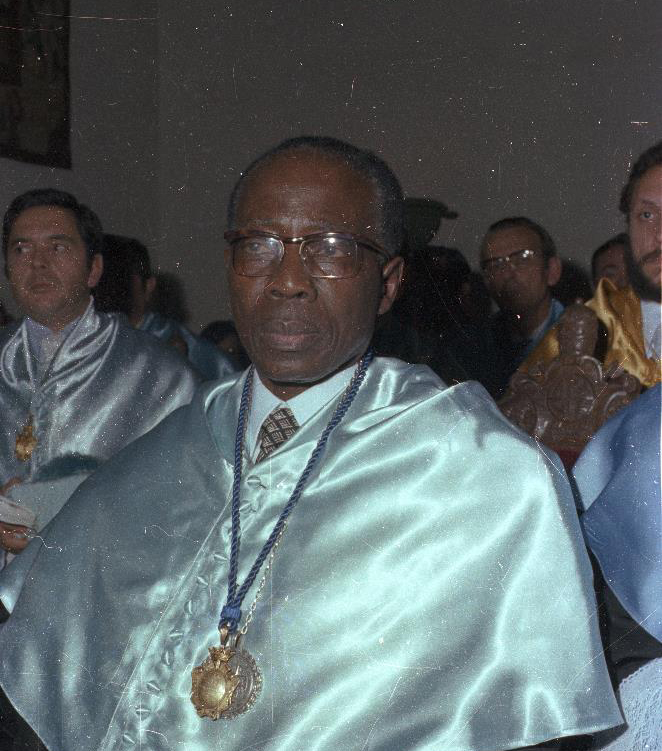
Léopold Sédar Senghor docteur honoris causa à l'université de Salamanque.

Il est docteur honoris causa de trente-sept universités, parmi lesquelles :
- Université Paris-Sorbonne
- Université Harvard
- Université Yale
- Université Oxford
- Université catholique de Louvain
- Université de Montréal
- Université Laval
- Université de Vienne
- Université Johann Wolfgang Goethe de Francfort-sur-le-Main
- Université de Salzbourg
- Université Paris-Descartes
- Université de Bordeaux
- Université de Strasbourg
- Université Nancy-II
- Université de Padoue
- Université de Salamanque
- Université fédérale de Bahia
- Université d'Évora

### Distinctions académiques
- Membre de l'Académie française ;
- Membre correspondant de l'Académie bavaroise ;
- Membre étranger de l'Académie des sciences morales et politiques ;
- Membre étranger de l'Académie des sciences, arts et belles-lettres de Caen ;
- Membre étranger de l'Académie nationale des sciences, belles-lettres et arts de Bordeaux ;
- Membre étranger de l'Académie des sciences d'outre-mer ;
- Membre étranger de la Black Academy of Arts and Letters ;
- Membre étranger de l'Académie Mallarmé ;
- Membre étranger de l'Académie du royaume du Maroc[61].

### Récompenses
Il est le récipiendaire de nombreux prix et récompenses :
- Médaille de la Reconnaissance franco-alliée 1939-1945 ;
- Médaille d'or du prix de la langue-française de l’Académie française (1963) ;
- Médaille d'or du mérite poétique du prix international Dag-Hammarskjöld (1965) ;
- Médaille d'or de la CISAC (Confédération internationale des sociétés d'auteurs et compositeurs) ;
- Grand prix international de poésie de la Société des poètes et artistes de France (1963) ;
- Grand prix littéraire international Rouge et Vert (1966) ;
- Prix de la Paix des libraires allemands (1968) ;
- Prix littéraire de l'Académie internationale des arts et lettres de Rome (1969) ;
- Grand prix international de poésie de la Biennale de Knokke-le-Zoute (1970) ;
- Prix Guillaume-Apollinaire (1974) ;
- Couronne d'or des soirées poétiques de Struga (1975)[62] ;
- Prince en poésie 1977, décerné par l'association littéraire française « L'Amitié par le livre » ;
- Prix littéraire Prince-Pierre-de-Monaco (1977) ;
- Prix mondial Cino-Del-Duca (1978) ;
- Prix international du livre, attribué par le Comité international du livre (Communauté mondiale du livre, UNESCO, 1979) ;
- Prix pour ses activités culturelles en Afrique et ses œuvres pour la paix, décerné par le président Sadate (1980) ;
- Premier prix mondial Aasan ;
- Prix Alfred-de-Vigny (1981) ;
- Prix Athénaï, à Athènes (1985) ;
- Prix international du Lion d'or, Venise (1986) ;
- Prix Louise-Michel, Paris (1986) ;
- Prix du Mont-Saint-Michel, aux Rencontres poétiques de Bretagne (1986) ;
- Prix Intercultura, Rome (1987).

### Hommages
Les hommages à travers le monde :

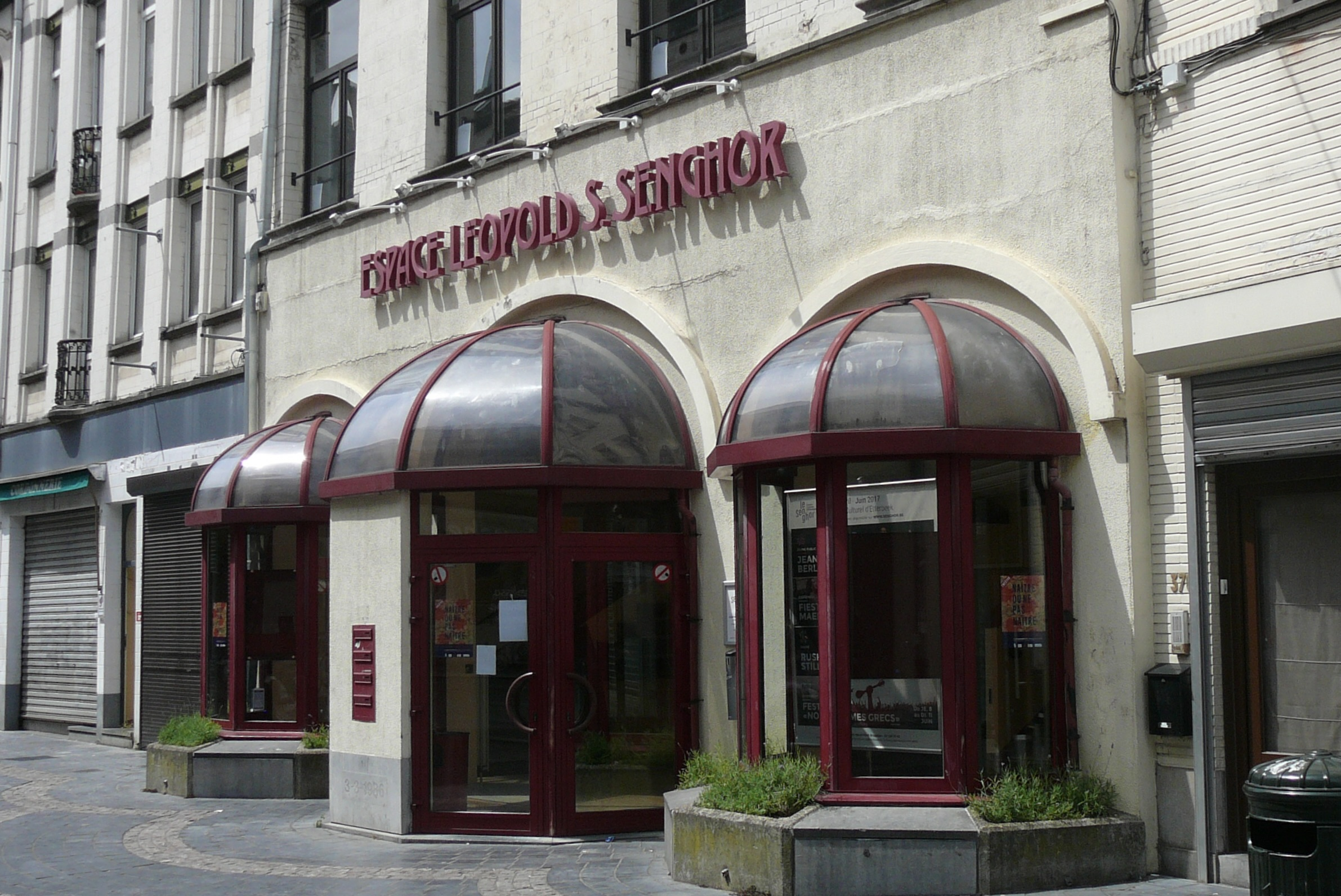
Espace Léopold S. Senghor, à Bruxelles.

Statue de Léopold Sédar Senghor (Dakar).

- Aéroport international Léopold-Sédar-Senghor ;
- Plaque commémorative, située dans la ville de Québec, au Québec ;
- L'université internationale de langue française d'Alexandrie inaugurée en 1990 porte son nom ;
- La passerelle franchissant la Seine au niveau de la rue de Solférino et des Tuileries a reçu son nom en 2006 ;
- Le collège de Corbeny (Aisne) porte son nom, en souvenir de l'un de ses parents qui avait combattu sur le Chemin des Dames, tout proche ;
- Le collège d'Ifs dans le département du Calvados porte son nom.
- Le lycée régional polyvalent du Canada, basé à Évreux dans l'Eure et construit en 1995, est rebaptisé lycée Léopold-Sédar-Senghor à sa mort ;
- Le 10 octobre 2007, l'espace culturel Léopold-Sédar-Senghor fut inauguré dans la ville du May-sur-Èvre (Maine-et-Loire) dirigée par son neveu, Auguste Senghor ;
- Le 18 mars 1995, l'espace culturel Léopold-Sédar-Senghor est inauguré dans la ville de Verson (Calvados) ; en 2022, la maison où il est décédé est ouverte au public ;
- Le 10 novembre 2007 fut inaugurée la nouvelle école Léopold-Sédar-Senghor (élémentaire) à Clamart, dans les Hauts-de-Seine, en hommage à l’homme de lettres, académicien d’origine africaine et 1er président du Sénégal, en présence du représentant de l’ambassadeur du Sénégal en France ;Plaque à la mémoire de Léopold Sédar Senghor dans l'enceinte du château de Caen.

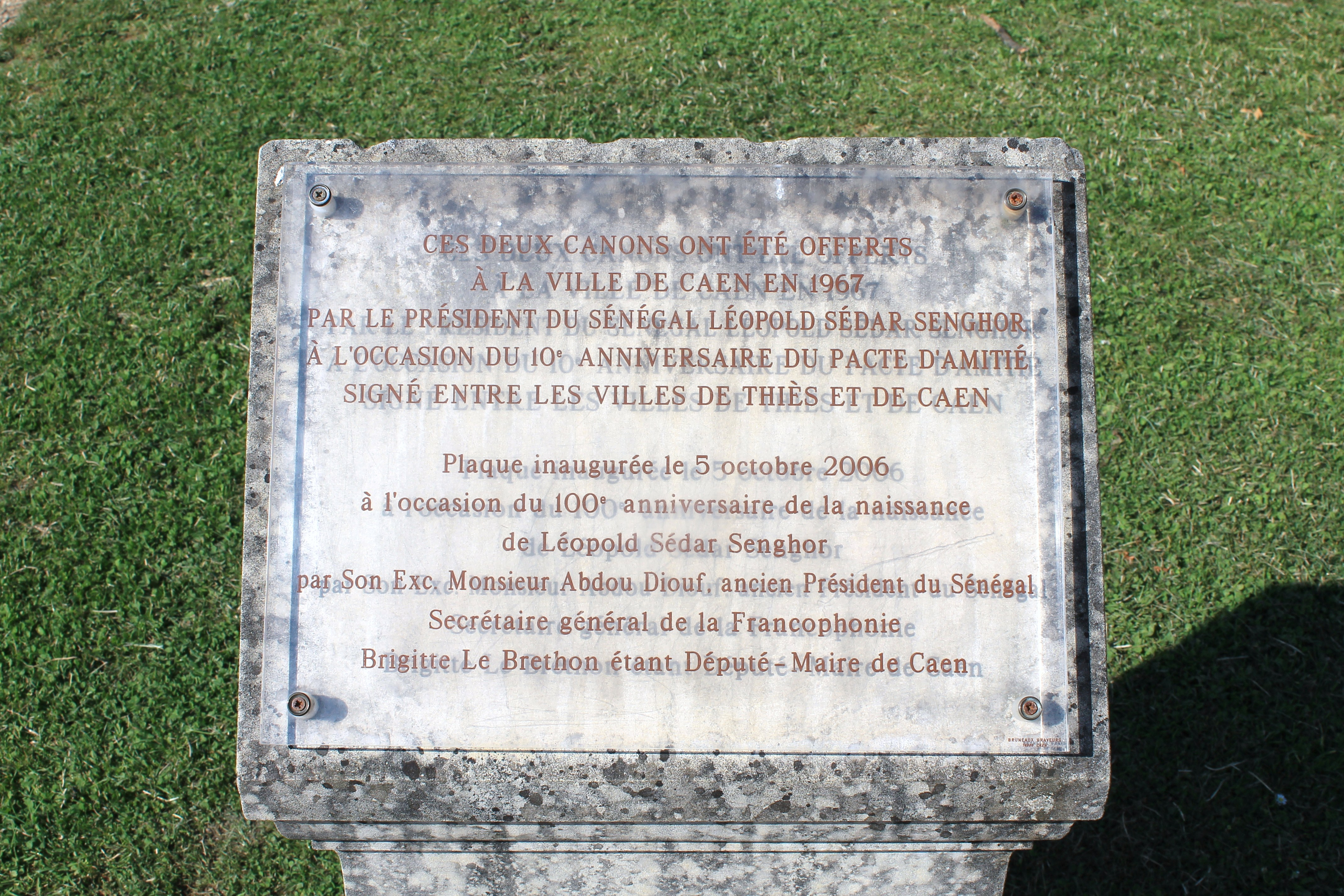
Plaque à la mémoire de Léopold Sédar Senghor dans l'enceinte du château de Caen.

- Un pont portant son nom reliant la ville de Saint-Sébastien-sur-Loire à l'île de Nantes a été inauguré le 3 septembre 2010 ;
- Plusieurs bibliothèques (ou encore médiathèques) portent le nom de Léopold Sédar Senghor en France, comme à Amiens, au Havre ou encore à Sainte-Foy-lès-Lyon etc. ;
- Timbre poste de l'indépendance du Sénégal, 4 avril 1961 ;
- En 1988, Léopold Sédar Senghor inaugurait personnellement le nouveau Centre Culturel Etterbeek (Bruxelles) qui allait porter son nom Espace Senghor ;
- Un buste a été mis en place en 2017 devant le monument de la Francophonie, sur le côté de la place de la Francophonie, à Bucarest (Roumanie).
- Un buste (portrait) est réalisé en 1978 par le grand sculpteur Arno Breker (1900 – 1991) ;
- Œuvre commémorative réalisé par le sculpteur Michel Audiard au sein du Jardin des Prébendes d'Oé à Tours. La plaque fait notamment référence à l'attachement de Sédar Senghor pour ce jardin à travers notamment son poème Jardin des Prébendes ;
- Une rue porte son nom au centre-ville de la ville tunisienne de Sfax ;
- Son nom a été donné à une des promotions de l'École nationale d'administration française : promotion Léopold-Sédar-Senghor (2002 – 2004) (l'élève actuellement le plus célèbre de cette promotion est E. Macron).
- L’école maternelle-primaire Léopold-Sédar-Senghor à Port-Gentil (Gabon).
- En souvenir de son internement à Poitiers, la rue qui traverse l’emplacement du camp de prisonniers où il a été interné est baptisée rue Léopold-Sédar-Senghor[63].

## Publications

### Poèmes
- Chants d’ombre, poèmes, Éditions du Seuil, 1945
- Départ, poème, Édition Poèmes perdus, 1964
- Hosties noires, poèmes, Le Seuil, 1948
- Guélowar ou prince, poèmes, Le seuil, 1948
- Éthiopiques, Le Seuil, 1956
- Nocturnes, poèmes, Le Seuil, 1961
- Lettres d’hivernage, poèmes, Le Seuil, 1973
- Chant pour Jackie Thomson, poèmes, 1973
- Élégies majeures, poèmes, Le Seuil, 1979
- Élégie pour Philippe-Maguilen Senghor pour orchestre de jazz et chœur polyphonique, 3 gravures de Vieira de Silva (Soudainement ; La terre ; Le ciel), Éditions Jeanne Bucher, 1986
- Le Lion rouge (hymne national sénégalais)
- Poèmes divers, Le Seuil, 1990
- Hosties noires (regroupe Prière de paix et Élégie pour Martin Luther King), lithographies de Nicolas Alquin, Les Bibliophiles de France, 2006

### Essais
- Anthologie de la nouvelle poésie nègre et malgache de langue française, précédée de Orphée noir par Jean-Paul Sartre, PUF, 1948
- Liberté 1 : Négritude et humanisme, discours, conférences, Le Seuil, 1964
- Liberté 2 : Nation et voie africaine du socialisme, discours, conférences, Le Seuil, 1971
- Liberté 3 : Négritude et civilisation de l’Universel, discours, conférences, Le Seuil, 1977
- Liberté 4 : Socialisme et planification, discours, conférences, Le Seuil, 1983
- Liberté 5 : Le Dialogue des cultures, Le Seuil, 1992
- La Poésie de l’action, dialogue, Stock, 1980
- Dialog mit Afrika und dem Islam (avec Mohamed Talbi), Tübingen, Mohr Siebeck, 1987
- Ce que je crois : Négritude, francité, et civilisation de l’universel, Grasset, 1988

### Littérature de jeunesse
- La Belle Histoire de Leuk-le-Lièvre[64] (avec Abdoulaye Sadji), Hachette, 1953

### Articles (sélection)
- « L’esprit de la civilisation ou les lois de la culture négro-africaine », Présence Africaine, no VIII-IX-X,‎ 1956, p. 51-65 (lire en ligne)
- « Qu’est-ce que la négritude ? », Études françaises, vol. 3, no 1,‎ février 1967, p. 3-20 (lire en ligne)
- « Suite du débat autour des conditions d’une poésie nationale chez les peuples noirs. Réponse », Présence Africaine, nos 165-166,‎ 2002, p. 243-246 (lire en ligne)

## Exposition
L'exposition « Senghor et les arts. Réinventer l'universel » est organisée au musée du Quai Branly - Jacques-Chirac (Paris) du 7 février au 19 novembre 2023,.

### Discographie
- Léopold Sédar Senghor : enregistrements historiques, présentés par Philippe Sainteny, RFI : INA ; Frémeaux & associés, Vincennes, 2006, 1 CD + 1 brochure (20 p.).
- Léopold Sédar Senghor par lui-même, entretiens avec Patrice Galbeau, INA/France Culture, 2006, 1 CD (126 min).

### Filmographie
- Courts métrages de Paulin Soumanou Vieyra : Les présidents Senghor et Modibo Keïta (1959) ; Une nation est née (1961) ; Voyage du président Senghor en Italie (1963) ; Voyage présidentiel en URSS (1963) ; Voyage du président Senghor au Brésil (1964) ; Le Sénégal au festival national des arts nègres (1966).
- Léopold Sédar Senghor, au rythme du poème, de Béatrice Soulé, Le Poisson volant, RTS, PRV, France 3, 1996, 48 min (VHS) ; 2008 (DVD).
- Léopold Sédar Senghor, entre deux mondes, de Jean-Noël Jeanneney et Pierre Beuchot, La Sept Arte, INA, Paris, 1997, 94 min (VHS).
- Lettre à Senghor, de Samba Félix Ndiaye, Cinémathèque Afrique, Les Fabriques de la Vanne, Sénégal, 1998, 52 min.
- L. S. Senghor, Éthiopiques, de Philippe Richard, CNED, Poitiers, L'École des lettres, 2004 ? (cop. 1998), VHS (66 min) + 1 livret (77 p.).
- Un chant nègre : Léopold Sédar Senghor, de Jean-Denis Bonan, Bibliothèque publique d'information, Paris, 2007, 52 min (DVD).
- Président Dia, de William Mbaye, Les films Mama Yandé et Ina, 2013, 55 min - [vidéo] Visionner la vidéo sur Vimeo.

### Vidéographie
- Frères d'armes : Léopold Sédar Senghor, série Frères d'armes, film-portrait raconté par Lilian Thuram, co-réalisé par Pascal Blanchard et Rachid Bouchareb, 2016, 2 minutes [voir en ligne].

#### Notices et ressources
- Ressources relatives à la littérature :   - Académie française (membres)
  - Académie française (lauréats)
  - Kritisches Lexikon zur fremdsprachigen Gegenwartsliteratur
  - Poetry Foundation
  - Printemps des poètes
  - Projet de recherche en littérature de langue bretonne
- Ressources relatives à la vie publique :   - Assemblée parlementaire du Conseil de l'Europe
  - Documents diplomatiques suisses 1848-1975
  - Sénat
  - Base Sycomore
- Ressources relatives à l'audiovisuel :   - Africultures
  - Allociné
  - IMDb
  - Unifrance
- Ressources relatives à la musique :   - Discogs
  - MusicBrainz
  - Muziekweb
- Ressources relatives à la recherche :   - La France savante
  - Persée
- Ressource relative au spectacle :   - Les Archives du spectacle
- Ressource relative aux beaux-arts :   - Musée d'art Nelson-Atkins
- Ressource relative à plusieurs domaines :   - Radio France
- Notices dans des dictionnaires ou encyclopédies généralistes :   - BlackPast
  - Britannica
  - Brockhaus
  - Den Store Danske Encyklopædi
  - Deutsche Biographie
  - Dizionario di Storia
  - Enciclopedia italiana
  - Enciclopedia De Agostini
  - Gran Enciclopèdia Catalana
  - Hrvatska Enciklopedija
  - Internetowa encyklopedia PWN
  - Nationalencyklopedin
  - Munzinger
  - Proleksis enciklopedija
  - Store norske leksikon
  - Treccani
  - Universalis
  - Visuotinė lietuvių enciklopedija
- Notices d'autorité :   - VIAF
  - ISNI
  - BnF (données)
  - IdRef
  - LCCN
  - GND
  - Italie
  - Japon
  - CiNii
  - Espagne
  - Belgique
  - Pays-Bas
  - Pologne
  - Israël
  - NUKAT
  - Catalogne
  - Suède
  - Vatican

#### Autres liens externes
- Site du centenaire de la naissance de Senghor
- Archives audio et vidéo de l'INA sur Senghor
- Léopold Sédar Senghor, document vidéo de la Radio télévision suisse, daté de 1982.
- Dossier Web Léopold Sédar Senghor, Centre d'Études Africaines, Leiden
- Léon-Gontran Damas et Léopold Sédar Senghor ou la rencontre de deux imaginaires
- Centre culturel Etterbeek (Bruxelles) Un Lieu Une Histoire